# City of Salisbury
City of Salisbury is een Local Government Area (LGA) in de Australische deelstaat Zuid-Australië.